# 2326 Tololo
2326 Tololo eller 1965 QC är en asteroid i huvudbältet, som upptäcktes 29 augusti 1965 av Indiana Asteroid Program vid Indiana University Bloomington med Goethe Link Observatory. Asteroiden har fått sitt namn efter Cerro Tololo Inter-American observatoriet.
Asteroiden har en diameter på ungefär 42 kilometer och den tillhör asteroidgruppen Brasilia.